# Rafael Reis
Rafael Ferreira Reis (Setúbal,Palmela 15 de julho de 1992) é um ciclista português, membro da equipa
Glassdrive Q8 Anicolor

## Palmarés
- 2016
  - Grande Prémio Jornal de Notícias, mais 1 etapa
  - 1 etapa do Troféu Joaquim Agostinho
  - 1 etapa da Volta a Portugal
  - 3.º no Campeonato de Portugal Contrarrelógio

- 2017
  - 2.º no Campeonato de Portugal Contrarrelógio

- 2018
  - 1 etapa do Troféu Joaquim Agostinho
  - 1 etapa da Volta a Portugal

- 2019
  - 1 etapa do Grande Prémio Jornal de Notícias

- 2021
  - 2.º no Campeonato de Portugal Contrarrelógio 
  - 4 etapas da Volta a Portugal
  - 2022
  - 1.º no Campeonato de Portugal Contrarrelógio
  - 2023
  - etapa, GP Internacional Torres Vedras - Trofeu Joaquim Agostinho
  - 43º Grande Premio Abimota, mais 1 etapa
  - etapa, Volta a Portugal
  - 32º Grande Prémio Jornal de Notícias

## Resultados em Grandes Voltas e Campeonatos do Mundo
Durante sua corrida desportiva tem conseguido os seguintes postos nas Grandes Voltas.
| Corrida                | Corrida                | 2013 | 2014 | 2015 | 2016 | 2017  | 2018 | 2019 | 2020 | 2021 |
| ---------------------- | ---------------------- | ---- | ---- | ---- | ---- | ----- | ---- | ---- | ---- | ---- |
|                        | Giro d'Italia          | —    | —    | —    | —    | —     | —    | —    | —    | —    |
|                        | Tour de France         | —    | —    | —    | —    | —     | —    | —    | —    | —    |
|                        | Volta a Espanha        | —    | —    | —    | —    | 132.º | —    | —    | —    | —    |
| Mundial em Estrada     | Mundial em Estrada     | —    | —    | —    | —    | —     | —    | —    | —    | Ab.  |
| Mundial Contrarrelógio | Mundial Contrarrelógio | —    | —    | —    | —    | —     | —    | —    | —    | 30.º |

—: não participa

Ab.: abandono